# Verdienstorden für Frontkämpfer (Frankreich)

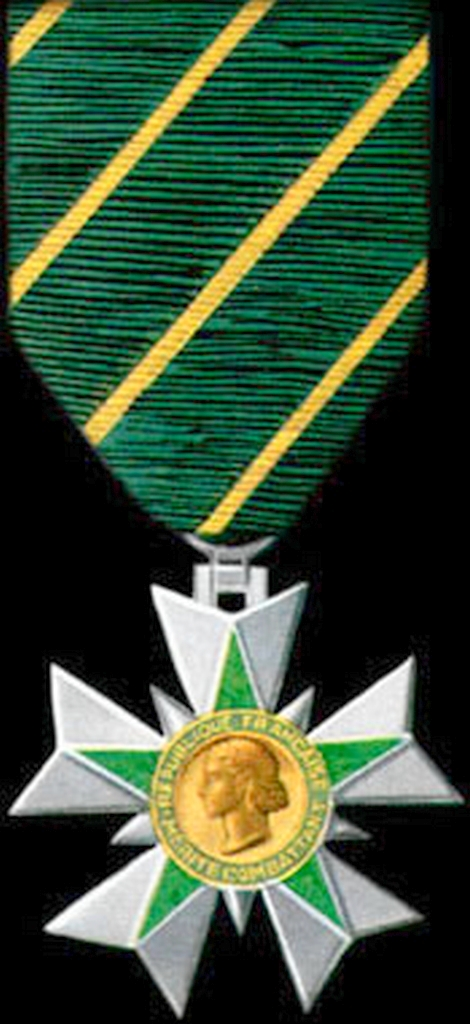
Ritterkreuz

Der Verdienstorden für Frontkämpfer (fr. Ordre du Mérite combattant) ist ein ehemaliger französischer Verdienstorden, der 1953 geschaffen und bis zur Stiftung des Nationalverdienstordens (fr. Ordre national du Mérite) 1963 verliehen wurde.   

## Geschichte
Der Verdienstorden für Frontkämpfer wurde am 14. September 1953 per Dekret durch den Staatspräsidenten Vincent Auriol gestiftet und war zur Belohnung von Beamten gedacht, die sich auf dem Gebiet der Verwaltung und Unterstützung von französischen Veteranen, deren Hinterbliebenen und Kriegsopfern verdient gemacht hatten. Die Verleihung der Auszeichnung erfolgte auf Vorschlag des Ministers für Veteranenangelegenheiten. Die Verleihung des Verdienstorden für Frontkämpfer wurde 1963 im Zuge der Reorganisation des französischen Ordenswesens und der Stiftung des Nationalverdienstordens eingestellt.

## Klassen
Der Orden besteht aus drei Klassen und die Zahl der jährlichen Verleihungen war reglementiert.
- Kommandeur (10 Verleihungen)
- Offizier (100 Verleihungen)
- Ritter (150 Verleihungen)

Um mit dem Orden ausgezeichnet zu werden, musste man das 40. Lebensjahr vollendet und bereits eine 15-jährige Dienstzeit absolviert haben. Die Verleihung des Offizierkreuzes konnte frühestens sechs Jahre nach der Ernennung zum Ritter, die des Kommandeurkreuzes frühestens nach weiteren vier Jahren erfolgen.

## Ordensdekoration
Das Ordenszeichen ist ein Silber vergoldetes fünfarmiges Kreuz (Ritter ohne Vergoldung) mit jeweils einer kleinen Spitze zwischen den Kreuzarmen. Auf dem Kreuz liegt ein grün emaillierter fünfstrahliger Stern. In der Sternmitte ein Medaillon mit dem nach rechts gewendeten Kopf der Marianne und der umlaufenden Gravur REPUBLIQUE FRANCAISE · MERITE COMBATTANT (Verdienter Kämpfer). Rückseitig im Medaillon zwei sich reichende Hände und dahinter ein senkrecht stehendes Schwert. Umlaufend die Inschrift HONNEUR ET DEVOUEMENT (Ehre und Hingabe).

## Trageweise
Getragen wird das Kommandeurkreuz als Halsorden. Die Ordenszeichen der Offiziere und Ritter am Band auf der linken Brustseite, wobei auf dem Band des Offizierskreuzes noch eine Rosette angebracht ist. 
Das Ordensband ist dunkelgrün mit schrägen von links nach rechts verlaufenden gelben Streifen.